# Игра покрасневших ушей
Игра покрасневших ушей — легендарная партия в го между Иноуэ Генэном Инсэки и Хонъимбо Сюсаку, которая состоялась 11 сентября 1846. Игра знаменита ходом покрасневших ушей.

## Ход покрасневших ушей
Ход чёрных 1 на диаграмме является, пожалуй, самым известным ходом в истории го. Его называют ходом покрасневших ушей, поскольку с ним связано меткое замечание врача, наблюдавшего за игрой.
В начале игры Инсэки поймал своего 17-летнего противника на «домашнюю заготовку», и игра складывалась тяжело для чёрных. К середине партии большинство зрителей придерживались мнения, что белые побеждают, только врач высказал мнение, что, видимо, выигрывают чёрные, поскольку после указанного на диаграмме хода у Инсэки покраснели уши, а это свидетельствует о раздражении.
| 19 |
| 18 |
| 17 |
| 16 |
| 15 |
| 14 |
| 13 |
| 12 |
| 11 |
| 10 |
| 9  |
| 8  |
| 7  |
| 6  |
| 5  |
| 4  |
| 3  |
| 2  |
| 1  |

Ход чёрных 1 не начинает яркую комбинацию, это «простой» позиционный ход, оценить который среди присутствующих смог только признанный мастер Инсэки.
Позицию на диаграмме за последние полтора века анализировали выдающиеся мастера го. Они сходятся на том, что, пожалуй, именно ход 1 стал переломным в игре и позволил чёрным выиграть с разницей в два очка.